# Empusa pennata
Empusa pennata — вид насекомых из семейства эмпузовых (Empusidae), распространенный в странах Средиземноморья.

## Внешний вид и строение
Крупные и стройные богомолы, длина тела самца 5-6 см, самки — 6-6,7 см. По внешнему виду очень похожи на Empusa hedenborgii. На голове между глазами и основаниями антенн имеют характерный конический теменной отросток: длинный, хрупкий, у самки с парой маленьких «рожек», у самца тупой на конце. Антенны самца гребенчатые, длиннее половины переднеспинки. Переднеспинка длинная и тонкая, ее края практически гладкие, иногда слегка зазубренные.
Передние тазики с несколькими шипами у основания, передние бедра тонкие, с 5 наружными и дискоидальными шипами, с зубчатым краем между ними. Тазики средних ног с узкой лопастью, на задних тазиках лопастей нет. Задние ноги тоньше и длиннее, чем у других видов. Богомолы обоих полов крылаты, хорошо летают. Надкрылья выступают за конец брюшка, особенно у самцов. Внутренний край надкрыльев зазубренный, передний край беловатый или розовый. Задние крылья прозрачные, с длинными жилками, часто бурыми на концах. Брюшные и боковые лопасти сегментов брюшка очень острые. Церки короткие.

## Ареал
Впервые описан на Сардинии. Распространен в Испании, Италии, Ливии, Тунисе, Алжире, Марокко, на Канарских островах. Может обитать в Иордании. Встречается также на юге Франции и на острове Корсика. Распространен по всей территории Португалии.

## Упоминания в культуре
Вид изображен на марках Сент-Винсент и Гренадин (2005) и Чада (2014).